# Lepidium alluaudii
Lepidium alluaudii är en korsblommig växtart som beskrevs av René Charles Maire. Lepidium alluaudii ingår i släktet krassingar, och familjen korsblommiga växter. Inga underarter finns listade i Catalogue of Life.